# Tipula palifera
Tipula palifera är en tvåvingeart som beskrevs av Mannheims 1965. Tipula palifera ingår i släktet Tipula och familjen storharkrankar. Inga underarter finns listade i Catalogue of Life.